# 御先祖様万歳
『御先祖様万歳』（ごせんぞさまばんざい）は、小松左京によるSF小説。初出は1963年、「別冊サンデー毎日」10月号。

## あらすじ
失業保険が切れて故郷に戻った主人公は、実家の納戸の虫干しをすることになる。そこから出てきた約百年前の古ぼけた写真。その写真には侍姿の曾祖父の姿と一緒に、なぜか五年先に開通するトンネルと、そのトンネルを通る最新式の列車が写っていた。その理由を調べるため、主人公はトンネルが掘られるはずの山へ踏み込むが……。

## 登場人物
木村三平
本作の主人公。
木村うめ
主人公の祖母。
木村三右衛門
主人公の曾祖父。奇妙な写真に写っていた人物。
たけ
江戸時代の木村家で中働きしている娘。

## 書誌
- 『影が重なる時』早川書房〈ハヤカワ・SF・シリーズ〉、1964年4月。
- 『地球になった男』新潮社〈新潮文庫〉、1971年12月。
- 『御先祖様万歳』早川書房〈ハヤカワJA文庫〉、1973年7月。
- 『御先祖様万歳』角川書店〈角川文庫〉、1978年5月。
- 『小松左京コレクション 3 短篇小説集1』ジャストシステム、1995年11月。ISBN 4-88309-107-4
- 『時の顔』角川春樹事務所〈ハルキ文庫〉、1998年12月。ISBN 4-89456-476-9
- 『小松左京全集 完全版 12』城西国際大学出版会、2007年7月。ISBN 978-4-903624-12-9
- 東浩紀編『小松左京セレクション 1 日本』河出書房新社〈河出文庫〉、2011年11月。ISBN 978-4-309-41114-9
- 日下三蔵編『日本SF傑作選 2 小松左京』早川書房〈ハヤカワ文庫JA〉、2017年10月。ISBN 978-4-15-031297-8